# 布魯赫拉迪奇
55°27′N 6°13′W / 55.45°N 6.21°W
布魯赫拉迪奇（Bruichladdich）是一家獨立品牌的威士忌酒廠，位於蘇格蘭西海岸的艾萊島。布魯赫拉迪奇是島上九家釀酒廠之一，也是唯一自己擁有瓶線生產線的釀酒廠。2012年7月23日人頭馬君度集團收購布魯赫拉迪奇，成為旗下獨立品牌之一。

## 歷史沿革
布魯赫拉迪奇最早的血統可以追溯自1770年的王朝威士忌（Dynastic whisky）家族，哈維家族（Harvey）是王朝威士忌的股東之一。1881年哈維家族的三兄弟：哈維·威廉（Harvey William，時年32歲）、哈維·約翰（Harvey John，時年31歲）和哈維·羅伯特（Harvey Robert，時年23歲），還有其他家族的股東加進來，在艾萊島建立了布魯赫拉迪奇酒廠。
哈維家族主要由哈維·威廉主導經營布魯赫拉迪奇，建廠一開他們就選擇使用獨特的高窄頸蒸餾器，來產生一種非常純粹味道的威士忌，布魯赫拉迪奇在1933年4月8日意外發生火災，隨後布魯赫拉迪奇的所有權，就由聯合蘇格蘭酒廠有限公司（Associated Scottish Distilleries Ltd）所有，之後又被懷特麥凱（Whyte & Mackay）收購，1994年布魯赫拉迪奇則因供過於求，於當年關閉經營。
2000年12月19日蘇格蘭一個瓶裝工廠品牌默里麥克戴維（Murray McDavid）的負責人馬克·雷尼爾（Mark Reynier）帶著一個私募酒廠投資團隊，收購的一群私人投資者收購布魯赫拉迪奇，吉姆·麥克尤恩（Jim McEwan）被聘為首席釀酒師和生產總監，直到2015年起布魯赫拉迪奇改由亞當·漢內特（Adam Hannett）負責經營。
布魯赫拉迪奇在2001年曾經整廠重新整修裝潢，整個釀酒廠被拆除並重新組裝，新廠仍舊保留維多利亞時代的原始設備，哈維家族時代的設備，迄今仍然繼續釀酒，整個威士忌產線沒有現代化的電腦設備，直到現在所有釀酒過程，都由一群熟練的釀酒師掌握技巧。
布魯赫拉迪奇擁有4套蒸餾設備，每年生產量將近140萬升，人頭馬君度看上布魯赫拉迪奇的傳統釀酒精神，因此在2012年的時候，以8500萬英鎊收購布魯赫拉迪奇。2013年重新整隊出發，透過現代化的經營管理，布魯赫拉迪奇成為艾萊島上最大的瓶裝威士忌酒廠，也是島上員工數最大的企業，布魯赫拉迪奇的工廠總員工數有60人。

## 主要產品
布魯赫拉迪奇也是單一麥芽威士忌（Single malt whisky）酒的品牌，他們的產品擁有獨特的果香味，以及威士忌酒特有不同程度泥煤味，他們幾項酒品如下：
- Bruichladdich 布魯赫拉迪奇 12年
- Bruichladdich 布魯赫拉迪奇 12年雪莉桶（Sherry Cask）釀造
- Bruichladdich 布魯赫拉迪奇 15年
- Bruichladdich 布魯赫拉迪奇 17年
- Bruichladdich 布魯赫拉迪奇 有機威士忌
- Rocks 7年
- Waves 7年
- The Laddie Ten 10年
- The Laddie Sixteen 16年
- The Laddie Twenty-Two 22年
- Port Charlotte
- 杜松子酒：The Botanist

布魯赫拉迪奇的杜松子酒，這款酒採用當地22種植物蒸餾而成，全程維持布魯赫拉迪奇的釀酒精神，都是全程採用手工方式釀造而成，值得一提的是他的蒸餾器被釀酒師們戲稱為「醜陋的貝蒂」（Ugly Betty），因為造型長得比較奇怪，但是仍舊是布魯赫拉迪奇的特色之一，醜陋的貝蒂於1959年完成安裝生產，蒸餾容量為15,500升。

## 行銷策略
- 2006年布魯赫拉迪奇就成立布魯赫拉迪奇車隊，參與世界耐力錦標賽的賽事，後來車隊改名為格里夫斯賽車車隊，布魯赫拉迪奇改為車隊贊助商的身分，繼續參與賽車運動。

- 2018年釀酒的紀錄片：蘇格蘭威士忌：一個金色的夢想（Scotch: A Golden Dream)中，吉姆·麥克尤恩和布魯赫拉迪奇得到詳盡的介紹。這部紀錄片涵蓋了吉姆·麥克尤恩的背景、蘇格蘭威士忌的蒸餾過程、蘇格蘭威士忌的歷史，以及釀酒廠振興再出發的脈絡。[3]

## 布魯赫拉迪奇照片

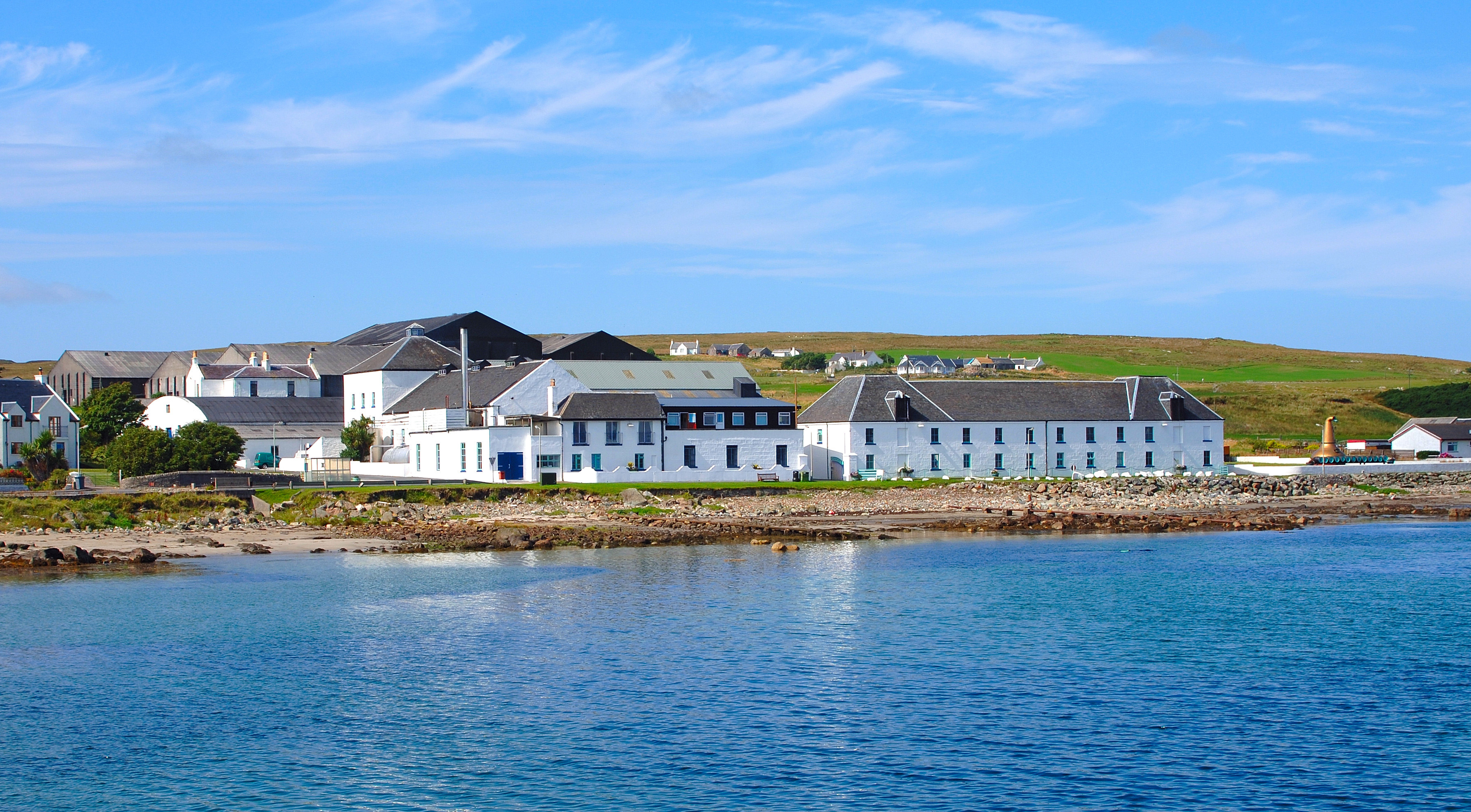
布魯赫拉迪奇工廠之一
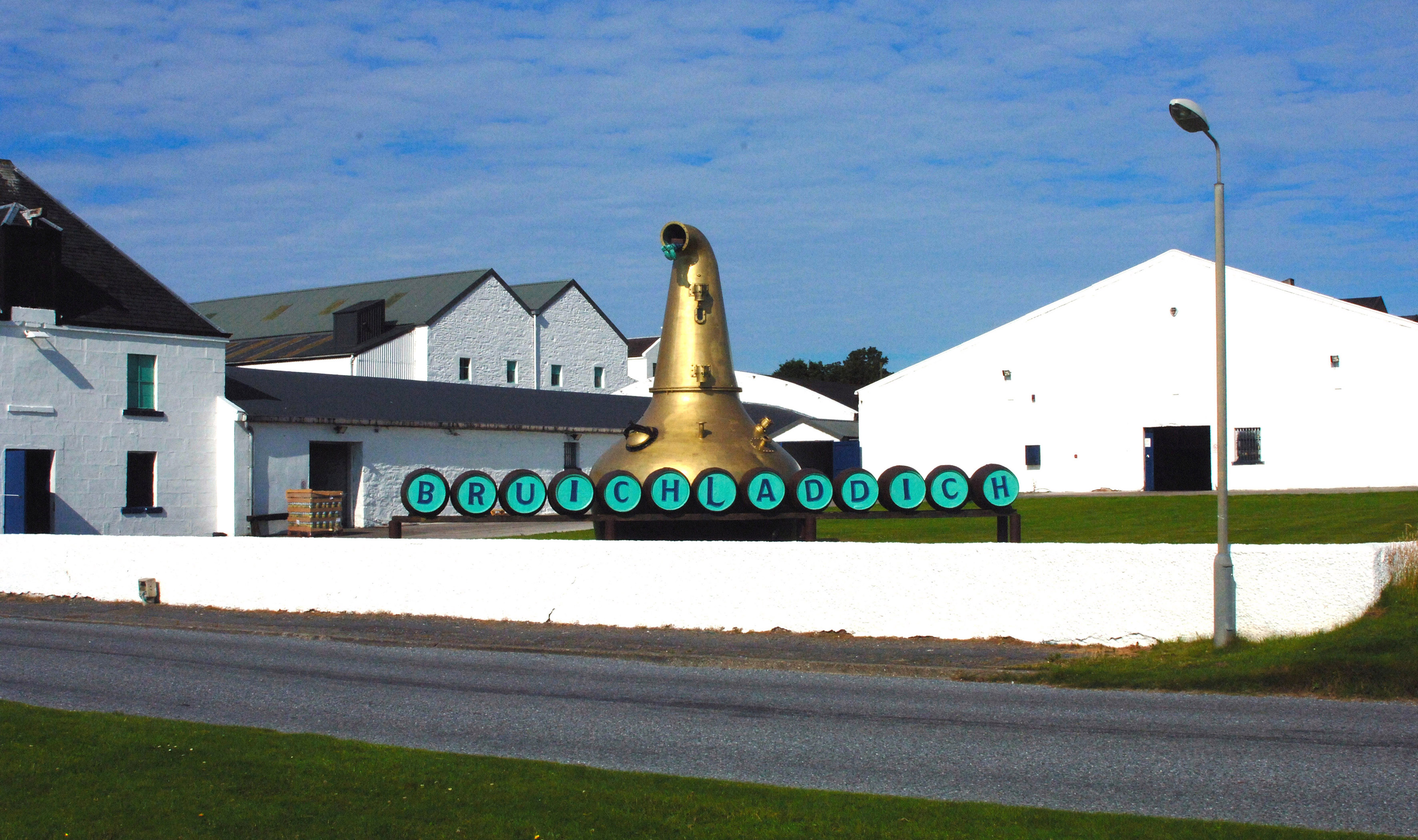
布魯赫拉迪奇工廠之二
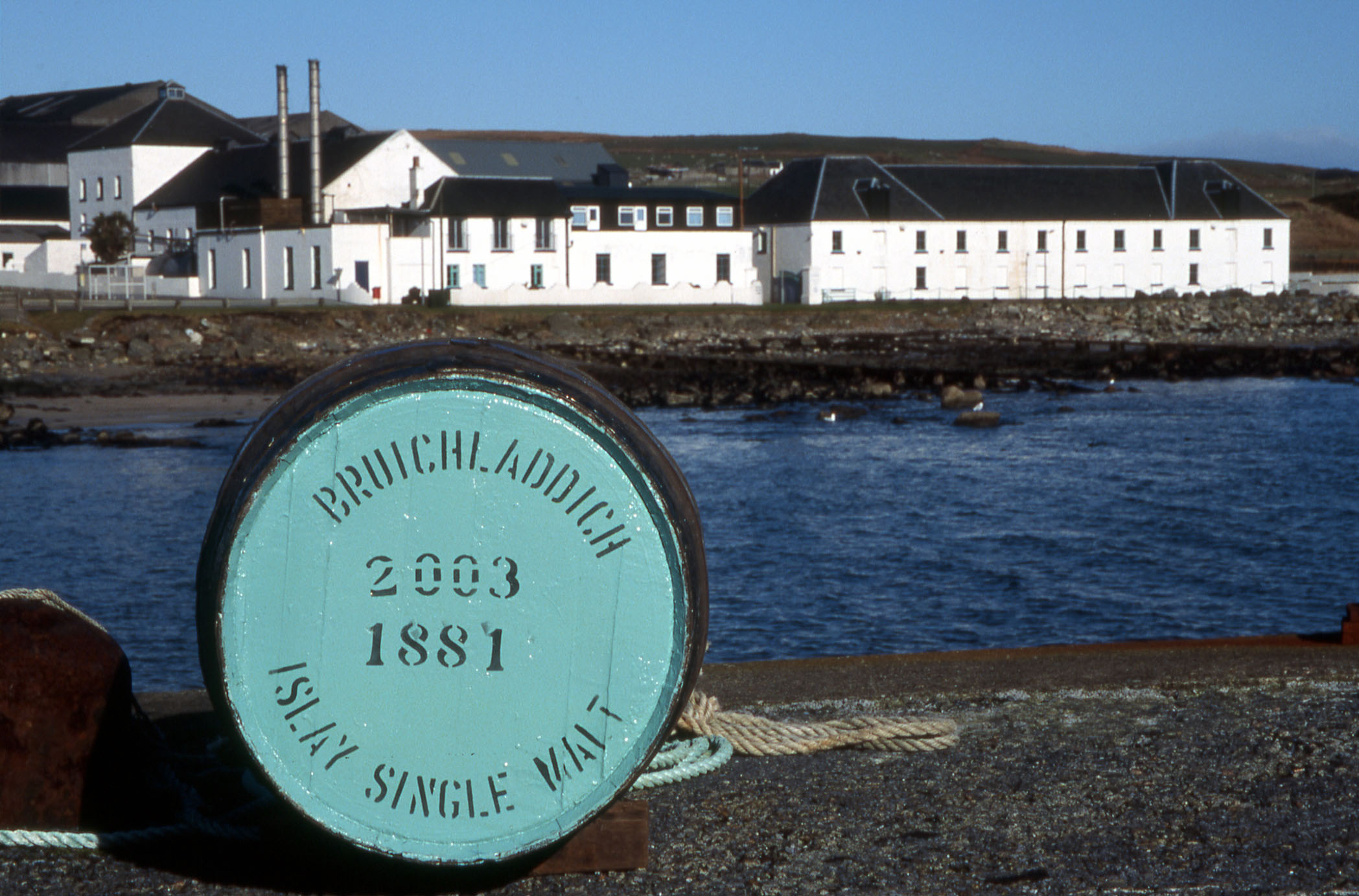
布魯赫拉迪奇工廠之三
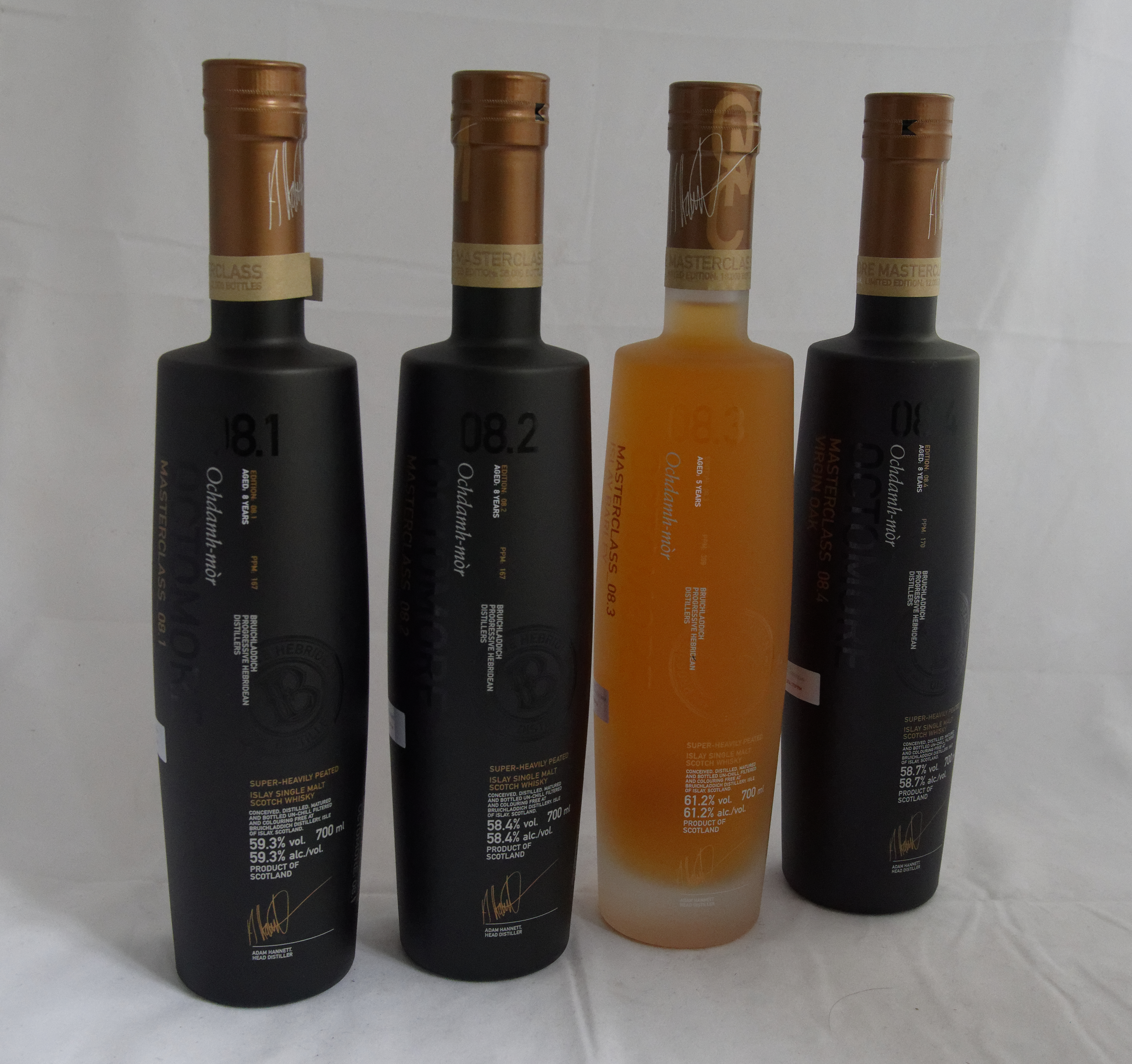
布魯赫拉迪奇的產品

## 相關連結
- 布魯赫拉迪奇官方網站 （页面存档备份，存于）